# José Manuel Ibáñez Guzmán
José Manuel Ibáñez Guzmán (San Felipe, 13 de septiembre de 1841 - Santiago de Chile, 13 de septiembre de 1875) fue un teólogo y misionero chileno. Fue ordenado el primer pastor protestante de nacionalidad chilena en 1871 y el primero del presbiterianismo en América Latina.

## Biografía
José Manuel Ibáñez Guzmán nació el 13 de septiembre de 1841 en la comuna de San Felipe, en la actual Región de Valparaíso. Fue hijo de José Ibáñez y Rita Guzmán, ambos provenientes de familias criollas tradicionales católicas desde la época del Chile colonial. Debido a la prematura muerte de su padre, la familia compuesta por su madre viuda y hermanos, optó por emigrar a los Estados Unidos producto de la fiebre del oro de California que acontecía allí a mediados del siglo XIX, donde sus hermanos mayores podían desempeñarse en tales labores mineras. Lograron establecerse desde el comienzo en la ciudad de Sacramento, donde luego de siete años viviendo allí, falleció la madre de los Ibáñez Guzmán, razón por la cual los hermanos deciden regresar a Chile. Durante aquella época, José Manuel pudo asistir a clases en distintos temas en la Universidad de California, como también al Seminario de Sacramento, donde se convirtió al protestantismo e inició estudios con miras a convertirse en misionero evangélico en Latinoamérica. En su estadía en Norteamérica también fue donde conoció y contrajo matrimonio con la estadounidense, Mary Grundy. De regreso en Chile junto a su esposa, continuó su aprendizaje con las enseñanzas del pastor misionero estadounidense, David Trumbull. Además de sus predicaciones, Ibáñez fue colportor de la Sociedad Bíblica de Valparaíso (SBV) y posteriormente, uno de los fundadores de la Sociedad Bíblica de Santiago, colaborando en ambas en el reparto de Biblias en español, siguiendo los preceptos protestantes de La Reforma. Asimismo, fue redactor del periódico evangélico La piedra viva, verdadera y divina.
Tras ser aprobado por la Comisión Eclesiástica Examinadora de la Iglesia Presbiteriana de Chile, José Manuel Ibáñez fue ordenado pastor el 1 de noviembre de 1871 en la Iglesia de La Santísima Trinidad (o también llamada 1° Iglesia de Santiago). Sirvió dos años como el segundo pastor de dicha iglesia, sucediendo al Reverendo Nathaniel Porter Gilbert.En aquel entonces, el Reverendo Ibáñez tuvo que lidiar con una serie de restricciones que se le imponían a todas las religiones no católicas, al ser la Iglesia católica en Chile la única religión oficial del Estado hasta 1925.
Luego de cuatro años de trabajo como presbítero y ministro de la Iglesia Presbiteriana, falleció en Santiago el 13 de septiembre de 1875, día en el que cumplió 34 años de edad.Fue sepultado en el Patio de los Disidentes del Cementerio General de Santiago.

## Homenajes pośtumos
En el Cementerio Municipal de San Felipe se encuentra un monolito en su memoria. Asimismo, el Seminario Teológico Presbiteriano de Chile, lleva por nombre Reverendo José Manuel Ibáñez Guzmán (STP-JMIG).